# Larimore, North Dakota
Larimore, North Dakota (енгл. Larimore) град је у америчкој савезној држави Северна Дакота.

## Демографија
По попису из 2010. године број становника је 1.346, што је 87 (-6,1%) становника мање него 2000. године.
| Група             | 2000.         | 2010.         |
| Белци             | 1.365 (95,3%) | 1.225 (91,0%) |
| Афроамериканци    | 10 (0,7%)     | 11 (0,8%)     |
| Азијати           | 9 (0,6%)      | 5 (0,4%)      |
| Хиспаноамериканци | 16 (1,1%)     | 57 (4,2%)     |
| Укупно            | 1.433         | 1.346         |